# Il meglio di Asimov
Il meglio di Asimov (The Best of Isaac Asimov) è una raccolta di dodici racconti di fantascienza di Isaac Asimov, con un'introduzione in cui l'autore presenta i singoli racconti. Uscì in Italia nella collana Oscar Fantascienza Arnoldo Mondadori Editore nel 1975, in due volumi con copertine dell'illustratore Karel Thole.

## Elenco dei racconti
L'antologia è una raccolta di racconti più o meno brevi:
- Naufragio (Marooned Off Vesta, 1939) - È stato il primo racconto che Asimov è riuscito a pubblicare, all'età di 18 anni, e il terzo che scrisse. Narra di tre uomini che, sopravvissuti allo schianto dell'astronave Silver Queen nella Cintura degli Asteroidi, si ritrovano intrappolati all'interno di uno dei pochi compartimenti ancora integri del relitto, il quale è alla deriva in moto orbitale attorno all'asteroide 4 Vesta, uno dei maggiori della Fascia principale. Con coraggio, ingenuità e ingegno tipicamente asimoviani i naufraghi riescono ad impiegare le poche e apparentemente obsolete risorse a loro disposizione per salvarsi.
- Notturno (Nightfall, 1941) - Uno dei racconti più famosi di Asimov a causa della sua trama particolare. È stato in seguito sviluppato in un romanzo omonimo scritto a quattro mani da Asimov e Robert Silverberg. Considerato il miglior racconto di fantascienza mai scritto narra di un pianeta sempre illuminato da diversi soli su cui scende la notte per la prima volta. Il racconto descrive le reazioni degli abitanti sia sotto un profilo religioso che psicologico.
- Condotto "C" (C-Chute, 1951) - La narrazione di una battaglia combattuta nello spazio a bordo di un'astronave.
- Il destino di Marte (The Martian Way, 1952) - Scritto durante il Maccartismo esprime la personale presa di posizione dell'autore sul fenomeno. In questo racconto Asimov prevede, con quindici anni di anticipo, le passeggiate nello spazio e gli effetti euforici che possono provocare, e in cui si narra della conquista dell'indipendenza e dell'autosufficienza di un di una colonia umana di un altro pianeta dalla terra.
- Profondità (The Deep, 1952) - Descrive una società in cui l'amore materno è considerato osceno.
- Chissà come si divertivano (The Fun They Had, 1954) - La più grande sorpresa della carriera di Asimov. Questo racconto divenne celebre e fu ristampato dopo che l'autore l'aveva scritto su richiesta di un suo amico che lo voleva portare ad alcuni bambini. Narra di due bambini del futuro che trovano in una soffitta un vecchio libro, che descrive, tra le altre cose, le caratteristiche del sistema scolastico del XX secolo.
- L'ultima domanda (The Last Question, 1956) - È il racconto preferito da Asimov perché lo scrisse di getto e senza apportarvi correzioni. È una interessante storia sull'entropia con un finale sorprendente. Il racconto si compone di una serie di storie vagamente connesse tra di loro, che narrano di un computer immaginario chiamato Multivac. Asimov lo considerava il racconto migliore che avesse mai scritto. La storia fu adattata per lo Strasenburgh Planetarium di Rochester, New York nel 1969, sotto la direzione di Ian C. McLennan. Dopo aver visto l'adattamento della storia per il planetario, Asimov concluse "in privato"[1] che fosse la miglior storia di fantascienza mai scritta. L'ultima domanda è considerata insieme a Notturno ed altre una delle storie di Asimov più conosciute ed apprezzate.
- Il cronoscopio (The Dead Past, 1956)
- Conclusione errata (The Dying Night, 1956) - Giallo fantascientifico.
- Anniversario (Anniversary, 1959) - Il racconto fu scritto per celebrare il ventesimo anniversario della prima pubblicazione di Asimov ovvero Naufragio.
- La palla da biliardo (The Billiard Ball, 1967) - La narrazione in stile giornalistico dell'invenzione del primo congegno antigravità alla fine del XXI secolo.
- Immagine speculare (Mirror Image, 1972) - L'unico racconto breve in cui compaiono due dei personaggi più celebri di questo autore: Elijah Baley ed R. Daneel Olivaw e scritto per gli appassionati che speravano nella pubblicazione di un nuovo romanzo. La storia narrata si colloca fra il secondo ed il terzo romanzo sugli Spaziali e narra di Elijah Baley che riceve una visita di R. Daneel Olivaw che gli chiede aiuto per risolvere una controversia tra due spaziali.

## Edizioni
- Isaac Asimov, The best of Isaac Asimov, Sphere Books Ltd, 1973.
- Isaac Asimov, Il meglio di Asimov, traduzione di Hilja Brinis, collana Oscar Mondadori, Mondadori, 1975,  p. 437, ISBN 88-04-39861-2.
- Isaac Asimov, Il meglio di Asimov, traduzione di Hilja Brinis - Copertine Karel Thole, collana Oscar Fantascienza (due volumi) n.17 e 18, Mondadori, 1992.